# 수원지방법원 안양지원
수원지방법원 안양지원은 수원지방법원이 관할하는 사건 중에서 안양시, 군포시, 의왕시, 과천시를 관할하는 법원이다.

## 관할 구역
- 재판관할구역: 안양시, 군포시, 의왕시, 과천시
- 등기관할구역: 안양시, 군포시, 의왕시, 과천시
- 즉결관할구역: 안양시, 군포시, 의왕시, 과천시

## 지원장
| 순번 | 이름   | 재임 기간                          |
| ---- | ------ | ---------------------------------- |
| 1대  | 박형명 | 2009년 2월 23일 ~ 2011년 2월 27일  |
| 2대  | 임범석 | 2011년 2월 28일 ~ 2014년 2월 23일  |
| 3대  | 박희승 | 2014년 2월 24일 ~ 2015년 12월 31일 |
| 4대  | 하현국 | 2016년 2월 22일 ~ 2018년 2월 25일  |
| 5대  | 김정숙 | 2018년 2월 26일 ~ 현재             |

## 재판 개정
- 월요일 ~ 금요일: 영장
- 화요일: 제1가사부, 가사31단독, 형사1단독, 형사3단독, 가사3단독
- 수요일: 제1형사부, 만서5단독, 민사12단독(소액), 민사32단독, 형사2단독. 형사4단독, 민사6단독,
- 목요일: 제2민사부, 민사1단독, 민사3단독, 형사1단독, 형사3단독, 민사13단독(소액), 민사21단독
- 금요일: 제1민사부, 제1형사부, 민사2단독, 가사1단독, 형사2단독, 형사4단독,